# Randolph (Wisconsin)
Randolph è un comune degli Stati Uniti d'America, situato in Wisconsin, diviso tra la contea di Columbia e la contea di Dodge.